# Dicliptera
Dicliptera is een geslacht van planten uit de acanthusfamilie (Acanthaceae). De soorten komen voor in (sub)tropische gebieden over de gehele wereld.

## Soorten
- Dicliptera abuensis Blatt.
- Dicliptera aculeata C.B.Clarke
- Dicliptera acuminata (Ruiz & Pav.) Juss.
- Dicliptera adusta Lindau
- Dicliptera albicaulis (S.Moore) S.Moore
- Dicliptera albocostata Bremek.
- Dicliptera alternans Lindau
- Dicliptera angolensis S.Moore
- Dicliptera anomala Leonard
- Dicliptera antidysenterica Ant.Molina
- Dicliptera aquatica Leonard
- Dicliptera aripoensis (Britton) Leonard
- Dicliptera armata F.Muell.
- Dicliptera arnhemica R.M.Barker
- Dicliptera australis (Nees) R.M.Barker
- Dicliptera babui Karthik. & Moorthy
- Dicliptera bagshawei S.Moore
- Dicliptera baphica Nees
- Dicliptera batilliformis Leonard
- Dicliptera beddomei C.B.Clarke
- Dicliptera betonicoides S.Moore
- Dicliptera brachiata Spreng.
- Dicliptera bracteata Seem.
- Dicliptera brasiliensis Spreng.
- Dicliptera brevispicata I.Darbysh.
- Dicliptera bupleuroides Nees
- Dicliptera burmanni Nees
- Dicliptera cabrerae C.Ezcurra
- Dicliptera callichlamys Mildbr.
- Dicliptera canescens Nees
- Dicliptera capensis Nees
- Dicliptera capitata Milne-Redh.
- Dicliptera caracasana Nees
- Dicliptera carvalhoi Lindau
- Dicliptera caucensis Leonard
- Dicliptera cernua (Nees) J.C.Manning & Goldblatt
- Dicliptera chinensis (L.) Juss.
- Dicliptera cicatricosa I.Darbysh.
- Dicliptera ciliaris Juss.
- Dicliptera ciliata Decne.
- Dicliptera clarkei Elmer
- Dicliptera clavata (G.Forst.) Juss.
- Dicliptera cleistogama J.R.I.Wood
- Dicliptera cliffordii (K.Balkwill) J.C.Manning & Goldblatt
- Dicliptera clinopodia Nees
- Dicliptera cochabambensis Lindau
- Dicliptera colorata C.B.Clarke
- Dicliptera compacta Leonard
- Dicliptera confinis Nees ex Benth.
- Dicliptera congesta Kunth
- Dicliptera contorta (Blanco) Merr.
- Dicliptera cordibracteata I.Darbysh.
- Dicliptera crenata Miq.
- Dicliptera cuatrecasasii Leonard
- Dicliptera cubangensis S.Moore
- Dicliptera cundinamarcana Wassh.
- Dicliptera cuneata Nees
- Dicliptera cyclostegia Hand.-Mazz.
- Dicliptera debilis Leonard
- Dicliptera decaryi Benoist
- Dicliptera decorticans (K.Balkwill) I.Darbysh.
- Dicliptera dodsonii Wassh.
- Dicliptera dorrii Wassh.
- Dicliptera eenii S.Moore
- Dicliptera effusa Balf.f.
- Dicliptera ehrenbergii Lindau
- Dicliptera elegans W.W.Sm.
- Dicliptera elliotii C.B.Clarke
- Dicliptera eriantha Decne.
- Dicliptera extenta S.Moore
- Dicliptera falcata (Lam.) Bosser & Heine
- Dicliptera falciflora Lindau
- Dicliptera felix J.R.I.Wood
- Dicliptera fera (C.B.Clarke) Karthik. & Moorthy
- Dicliptera fionae K.Balkwill
- Dicliptera floribunda Eastw.
- Dicliptera foetida (Forssk.) Blatt.
- Dicliptera formosa Brandegee
- Dicliptera forsteriana Nees
- Dicliptera fragilis Bremek.
- Dicliptera francodavilae Cornejo, Wassh. & Bonifaz
- Dicliptera frondosa Juss.
- Dicliptera fruticosa K.Balkwill
- Dicliptera garciae Leonard
- Dicliptera gillilandiorum (K.Balkwill) I.Darbysh.
- Dicliptera glabra Decne.
- Dicliptera gracilis Leonard
- Dicliptera grandibracteata (Lindau) J.C.Manning & Goldblatt
- Dicliptera grandiflora Gilli
- Dicliptera granvillei Wassh.
- Dicliptera guttata Standl. & Leonard
- Dicliptera haenkeana Nees
- Dicliptera harlingii Wassh.
- Dicliptera hastilis Benoist
- Dicliptera haughtii Leonard
- Dicliptera hensii Lindau
- Dicliptera hereroensis Schinz
- Dicliptera heterostegia C.Presl
- Dicliptera hookeriana Nees
- Dicliptera hyalina Nees
- Dicliptera imbricata Leonard
- Dicliptera imminuta Rizzini
- Dicliptera inaequalis Greenm.
- Dicliptera inconspicua I.Darbysh.
- Dicliptera induta W.W.Sm.
- Dicliptera insularis Benoist
- Dicliptera interrupta Blume
- Dicliptera inutilis Leonard
- Dicliptera iopus Lindau
- Dicliptera japonica (Thunb.) Makino
- Dicliptera javanica Nees
- Dicliptera jujuyensis Lindau ex R.E.Fr.
- Dicliptera katangensis De Wild.
- Dicliptera knappiae Wassh.
- Dicliptera krugii Urb.
- Dicliptera kurzii C.B.Clarke
- Dicliptera lanceolaria (Roxb.) Karthik. & Moorthy
- Dicliptera lanceolata (Lindau) I.Darbysh. & Kordofani
- Dicliptera latibracteata I.Darbysh.
- Dicliptera laxata C.B.Clarke
- Dicliptera laxispica Lindau
- Dicliptera leandrii Benoist
- Dicliptera leistneri K.Balkwill
- Dicliptera leonotis Dalzell ex C.B.Clarke
- Dicliptera longiflora Hayata
- Dicliptera longifolia (King & Prain) Karthik. & Moorthy
- Dicliptera lugoi Wassh.
- Dicliptera maclearii Hemsl.
- Dicliptera maculata Nees
- Dicliptera madagascariensis Nees
- Dicliptera magaliesbergensis K.Balkwill
- Dicliptera magnibracteata Collett & Hemsl.
- Dicliptera mairei Benoist
- Dicliptera martinicensis (Jacq.) Juss.
- Dicliptera megalochlamys Leonard
- Dicliptera melleri Rolfe
- Dicliptera membranacea Leonard
- Dicliptera minbuensis Bor
- Dicliptera minor C.B.Clarke
- Dicliptera minutifolia Ensermu
- Dicliptera miscella R.M.Barker
- Dicliptera monroi S.Moore
- Dicliptera montana Lindau
- Dicliptera moritziana S.Schauer
- Dicliptera mucronata Urb.
- Dicliptera mucronifolia Nees
- Dicliptera muelleriferdinandi Lindau
- Dicliptera multiflora (Ruiz & Pav.) Juss.
- Dicliptera namibiensis (K.Balkwill) J.C.Manning & Goldblatt
- Dicliptera napierae E.A.Bruce
- Dicliptera nasikensis Lakshmin. & B.D.Sharma
- Dicliptera neesii (Trimen) L.H.Cramer
- Dicliptera nervata Greenm.
- Dicliptera nilotica C.B.Clarke
- Dicliptera novogaliciana T.F.Daniel
- Dicliptera nyangana I.Darbysh.
- Dicliptera obanensis S.Moore
- Dicliptera obtusifolia Urb.
- Dicliptera ochrochlamys Leonard
- Dicliptera pallida Leonard
- Dicliptera palmariensis Wassh. & J.R.I.Wood
- Dicliptera paniculata (Forssk.) I.Darbysh.
- Dicliptera paposana Phil.
- Dicliptera papuana Warb.
- Dicliptera parvibracteata Nees
- Dicliptera peduncularis Nees
- Dicliptera peruviana (Lam.) Juss.
- Dicliptera pilosa Kunth
- Dicliptera podocephala Donn.Sm.
- Dicliptera porphyrea Lindau
- Dicliptera porphyrocoma Leonard
- Dicliptera procumbens Humb. ex Link
- Dicliptera pubescens Juss.
- Dicliptera pumila (Lindau) Dandy ex Brenan
- Dicliptera purpurascens Wassh. & J.R.I.Wood
- Dicliptera pyrrantha Leonard
- Dicliptera quintasii Lindau
- Dicliptera quitensis Mildbr.
- Dicliptera rauhii Wassh.
- Dicliptera raui Karthik. & Moorthy
- Dicliptera reptans Nees
- Dicliptera resupinata (Vahl) Juss.
- Dicliptera rigidissima Miranda
- Dicliptera riparia Nees
- Dicliptera rosea Ridl.
- Dicliptera samoensis Seem.
- Dicliptera sanctae-martae Leonard
- Dicliptera saxicola J.R.I.Wood
- Dicliptera scabra Nees
- Dicliptera scandens Leonard
- Dicliptera sciadephora Donn.Sm.
- Dicliptera scutellata Griseb.
- Dicliptera sebastinei Karthik. & Moorthy
- Dicliptera serpenticola (K.Balkwill & Campb.-Young) I.Darbysh.
- Dicliptera sexangularis (L.) Juss.
- Dicliptera siamensis Imlay
- Dicliptera skutchii Leonard
- Dicliptera sparsiflora Nees
- Dicliptera spicata Decne.
- Dicliptera squarrosa Nees
- Dicliptera suffruticosa J.R.I.Wood
- Dicliptera sumichrastii Lindau
- Dicliptera swynnertonii S.Moore
- Dicliptera syringifolia Merxm.
- Dicliptera thlaspioides Nees
- Dicliptera tinctoria (Nees) Kostel.
- Dicliptera tomentosa (Vahl) Nees
- Dicliptera transvaalensis C.B.Clarke
- Dicliptera trianae Leonard
- Dicliptera trifurca Oerst.
- Dicliptera undulata (Vahl) Karthik. & Moorthy
- Dicliptera unguiculata Nees
- Dicliptera uraiensis Hayata
- Dicliptera velata Seem.
- Dicliptera verticillata (Forssk.) C.Chr.
- Dicliptera vestita Benoist
- Dicliptera villosior Berhaut
- Dicliptera viridis Hassk.
- Dicliptera vollesenii I.Darbysh.
- Dicliptera vulcanica Leonard
- Dicliptera welwitschii S.Moore
- Dicliptera xipotensis Schult.
- Dicliptera zambeziensis I.Darbysh.

... · 
Acanthopsis · 
Acanthus · 
Achyrocalyx · 
Afrofittonia · 
Ambongia · 
Ancistranthus · 
Andrographis · 
Angkalanthus · 
Anisacanthus · 
Anisosepalum · 
Anisotes · 
Anomacanthus · 
Aphanosperma · 
Aphelandra · 
Ascotheca · 
Asystasia · 
Avicennia · 
Ballochia · 
Barleria · 
Barleriola · 
Blepharis · 
Borneacanthus · 
Boutonia · 
Brachystephanus · 
Bravaisia · 
Brillantaisia · 
Brunoniella · 
Calacanthus · 
Calycacanthus · 
Camarotea · 
Carlowrightia · 
Celerina · 
Cephalacanthus · 
Chalarothyrsus · 
Chamaeranthemum · 
Chileranthemum · 
Chlamydacanthus · 
Chlamydocardia · 
Chorisochora · 
Chroesthes · 
Clinacanthus · 
Clistax · 
Codonacanthus · 
Conocalyx · 
Cosmianthemum · 
Crabbea · 
Crossandra · 
Crossandrella · 
Cyclacanthus · 
Cynarospermum · 
Cyphacanthus · 
Danguya · 
Dasytropis · 
Dichazothece · 
Dicladanthera · 
Dicliptera · 
Dischistocalyx · 
Duosperma · 
Dyschoriste · 
Ecbolium · 
Echinacanthus · 
Elytraria · 
Encephalosphaera · 
Eranthemum · 
Eremomastax · 
Filetia · 
Fittonia · 
Forcipella · 
Glossochilus · 
Graphandra · 
Graptophyllum · 
Gymnostachyum · 
Gypsacanthus · 
Hansteinia · 
Haplanthodes · 
Harpochilus · 
Hemigraphis · 
Henrya · 
Herpetacanthus · 
Heteradelphia · 
Holographis · 
Hoverdenia · 
Hulemacanthus · 
Hygrophila · 
Hypoestes · 
Ichthyostoma · 
Isoglossa · 
Isotheca · 
Jadunia · 
Justicia · 
Kalbreyeriella · 
Kosmosiphon · 
Kudoacanthus · 
Lankesteria · 
Leandriella · 
Lepidagathis · 
Megalochlamys ·
Ruellia · 
Strobilanthes · 
Thunbergia · 
...